# Same Heart
„Same Heart“ je píseň izraelské zpěvačky Mei Finegold, se kterou reprezentovala Izrael na Eurovision Song Contest 2014 v dánské Kodani. Píseň je zpívána z části hebrejsky i anglicky. Píseň byla vybrána v národním kole Kdam Eurovision 2014, které se uskutečnilo 5. března 2014.
V národním kole zazněly tři písně: „Same Heart“, „Be Proud“, „Niše'ret iti“. Píseň byla vybrána ze 78 písní, které byly autory zaslány televizi IBA.
Videoklip k písní se natáčel v lese Hameginim nedaleko Jeruzaléma a v opuštěném průmyslovém komplexu. Skladba si získala 55 % všech hlasů televizních diváků.
Na Eurovision Song Contest 2014 skladba skončila ve druhém semifinále s 19 body na předposledním, 14. místě.